# Néronde
Néronde je naselje in občina v jugovzhodnem francoskem departmaju Loire regije Rona-Alpe. Leta 2009 je naselje imelo 468 prebivalcev.

## Geografija
Kraj leži v pokrajini Forez 33 km jugovzhodno od Roanne.

## Uprava
Néronde je sedež istoimenskega kantona, v katerega so poleg njegove vključene še občine Balbigny, Bussières, Pinay, Sainte-Agathe-en-Donzy, Sainte-Colombe-sur-Gand, Saint-Cyr-de-Valorges, Saint-Jodard, Saint-Marcel-de-Félines in Violay z 8.650 prebivalci (v letu 2010).
Kanton Néronde je sestavni del okrožja Roanne.

## Zanimivosti
- cerkev Rojstva sv. Janeza Krstnika,
- pokopališka kapela Notre-Dame de Néronde.